# Donald Williams (basket-ball)
Pour les articles homonymes, voir Williams et Donald Williams.
Donald Williams, né le 24 février 1973 à Garner, en Caroline du Nord, est un ancien joueur américain de basket-ball. Il évolue aux postes de meneur et d'arrière.

## Palmarès
Universitaire
- Champion NCAA en 1993 avec les Tar Heels de la Caroline du Nord.
- Most Outstanding Player du Final Four en 1993.